# Vesicomya caribbea
Vesicomya caribbea är en musselart som beskrevs av Boss 1967. Vesicomya caribbea ingår i släktet Vesicomya och familjen Vesicomyidae. Inga underarter finns listade i Catalogue of Life.